# AKB1/48: Idol to Guam de Koishitara
AKB1/48: Idol to Guam de Koishitara (AKB1/48 アイドルとグアムで恋したら…?, AKB1/48: Idol to Guam de Koishitara) (in italiano): AKB1/48: Se ti innamori di una idol in Guam) è un videogioco di appuntamenti sviluppato e pubblicato dalla Bandai Namco nel 2011 esclusivamente per il mercato giapponese.
Il videogioco è stato pubblicato lo stesso giorno in versione regolare ed in edizione a tiratura limitata, a cui è aggiunto un UMD contenente contenuti extra. Il videogioco utilizza come personaggi i quarantotto membri femminili del gruppo delle AKB48. Il videogioco è il sequel di AKB1/48: Idol to Koishitara..., pubblicato nel 2010.